# Општина Коцофениј дин Дос (Долж)
Коцофениј дин Дос (рум. Coţofenii din Dos) општина је у Румунији у округу Долж.
Oпштина се налази на надморској висини од 118 m.